# Macrothemis rochai
Macrothemis rochai is een libellensoort uit de familie van de korenbouten (Libellulidae), onderorde echte libellen (Anisoptera).
De wetenschappelijke naam Macrothemis rochai is voor het eerst geldig gepubliceerd in 1918 door Navás.